# Theater am Holstenwall

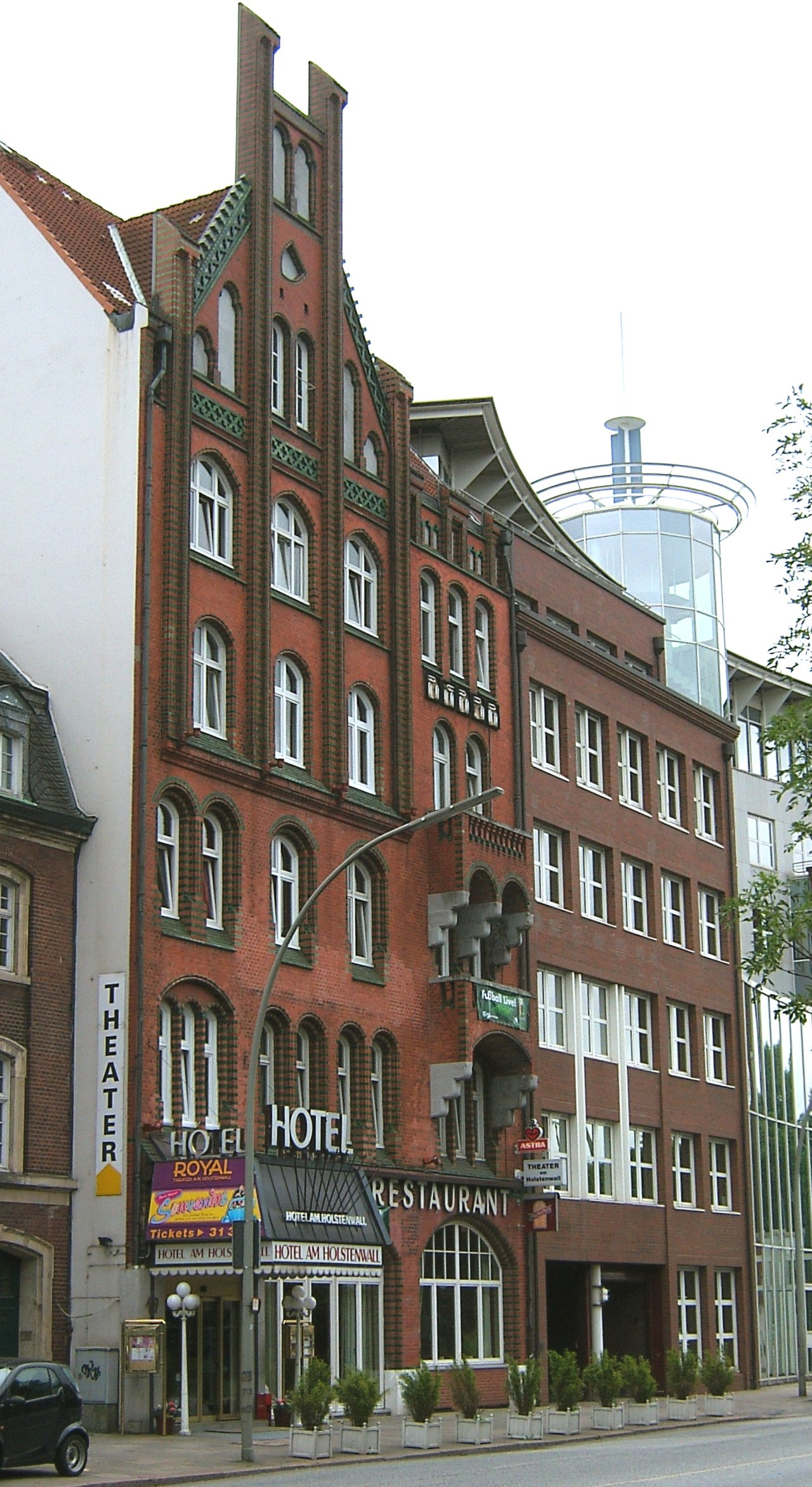
Eingang zum Theater am Holstenwall (2006)

Das Theater am Holstenwall war ein Privattheater am Holstenwall in Hamburg, das von 1983 bis 2008 bestand. Es wurde von der Schauspielerin Helga Feddersen und ihrem Partner Olli Maier im umgebauten Ballsaal eines Hotels als Boulevardtheater gegründet und erlangte in den ersten Jahren mit volkstümlichen Komödien und Schwänken überregionale Bekanntheit.
Nach Feddersens Tod führte Maier den Betrieb zunächst allein weiter, ohne jedoch an den bisherigen Erfolg anknüpfen zu können. Daraufhin übernahmen Hardy Homann und Frank Gräsel das Haus mit 250 Plätzen und positionierten es unter dem Namen Neues Theater am Holstenwall als Musicaltheater (u. a. The Rocky Horror Show). Nach dem Wechsel von Homann und Gräsel ans Eimsbütteler Delphi-Theater übernahm Horst Kuska 1994 die Leitung am Holstenwall und später auch die des Delphi. Anfang der 2000er Jahre kam das Haus am Holstenwall abermals in wirtschaftliche Schwierigkeiten, ein erneuter Betreiberwechsel und die Rückkehr zum Boulevardtheater blieben ohne Erfolg. 2004 musste das Haus erstmals schließen.
Daraufhin übernahm das auf St. Pauli ansässige Imperial Theater das Haus und betrieb es für einige Jahre als zweite Spielstätte unter dem Namen Royal Theater am Holstenwall mit einem Mix aus Musical, Revue und Gastspielen. Im Juni 2007 musste es aus finanziellen Gründen erneut schließen.
Die letzte Vorstellung erfolgte im Februar 2008 mit dem Sartre-Stück Das Spiel ist aus.